# Guaiagorgia anas
Guaiagorgia anas is een zachte koraalsoort uit de familie Gorgoniidae. De koraalsoort komt uit het geslacht Guaiagorgia. Guaiagorgia anas werd in 1997 voor het eerst wetenschappelijk beschreven door Grasshoff & Alderslade. 